# Erionotini
Los erionotinos (Erionotini) son una tribu de lepidópteros ditrisios de la subfamilia Hesperiinae  dentro de la familia Hesperiidae.

## Géneros
| - Acada - Acerbas - Acleros - Actinor - Aegiale - Agathymus - Alera - Ancistroides - Andronymus - Ankola - Apostictopterus - Arnetta - Artitropa - Astictopterus - Barca - Caenides - Ceratrichia - Chondrolepis - Creteus - Cupitha - Eetion - Eogenes - Erionota - Fresna - Fulda | - Galerga - Gamia - Gangara - Gorgyra - Gretna - Gyroga - Hidari - Hyarotis - Hypoleucis - Iambrix - Idmon - Ilma - Isma - Isoteinon - Kedestes - Koruthaialos - Lepella - Lotongus - Lycas - Malaza - Matapa - Megathymus - Melphina - Meza - Miraja - Moltena | - Monza - Mopala - Notocrypta - Oerane - Orses - Osmodes - Osphantes - Paracleros - Pardaleodes - Paronymus - Parosmodes - Pemara - Perichares - Perrotia - Pirdana - Plastingia - Platylesches - Ploetzia - Prada - Praescobura - Prosopalpus - Pseudokerana - Pseudopirdana - Pseudosarbia | - Psolos - Pteroteinon - Pudicitia - Pyroneura - Pyrrhopygopsis - Quedara - Rhabdomantis - Salanoemia - Scobura - Semalea - Stallingsia - Stimula - Suada - Suastus - Teniorhinus - Tiacellia - Tsitana - Turnerina - Udaspes - Unkana - Xanthodisca - Xanthoneura - Yanoancistroides - Zela - Zographetus - Zophopetes |